# تحالف ساتشو

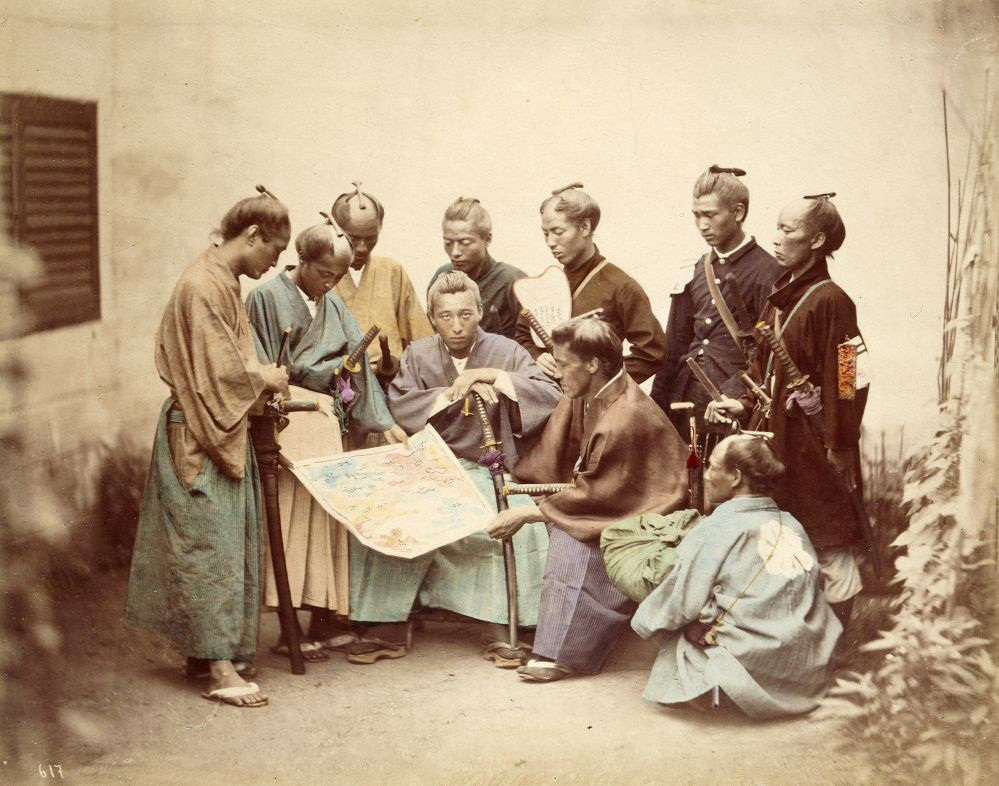

تحالف ساتشو أو تحالف ساتسوما-تشوشو (باليابانية: 薩摩長州同盟 ساتسوما تشوشو دوميه) هو تحالف عسكري بين إقطاعتي ساتسوما وتشوشو في اليابان تم التوقيع عليه عام 1866 وذلك بهدف توحيد جهود المقاطعتين ضد شوغونية توكوغاوا.
تم توقيع هذه المعاهدة من قبل سايغو تاكاموري وأوكوبو توشيميتشي من ساتسوما، وكاتسورا كوغورو من تشوشو بوساطة من ساكاموتو ريوما. وعلى الرغم من أن هاتين الإقطاعتين كانتا على عداوة لفترة طويلة، إلا أن القادة قررا أنه الوقت الملائم للتغيير. بنتيجة هذه المعاهدة ساعدت ساتسوما في تسهيل تشوشو الحصول على أسلحة التي كانت تحتاجها لمحاربة شوغونية توكوغاوا عن طريق علاقتها بالتجار البريطانيين.